# Nacionalismo taiwanés

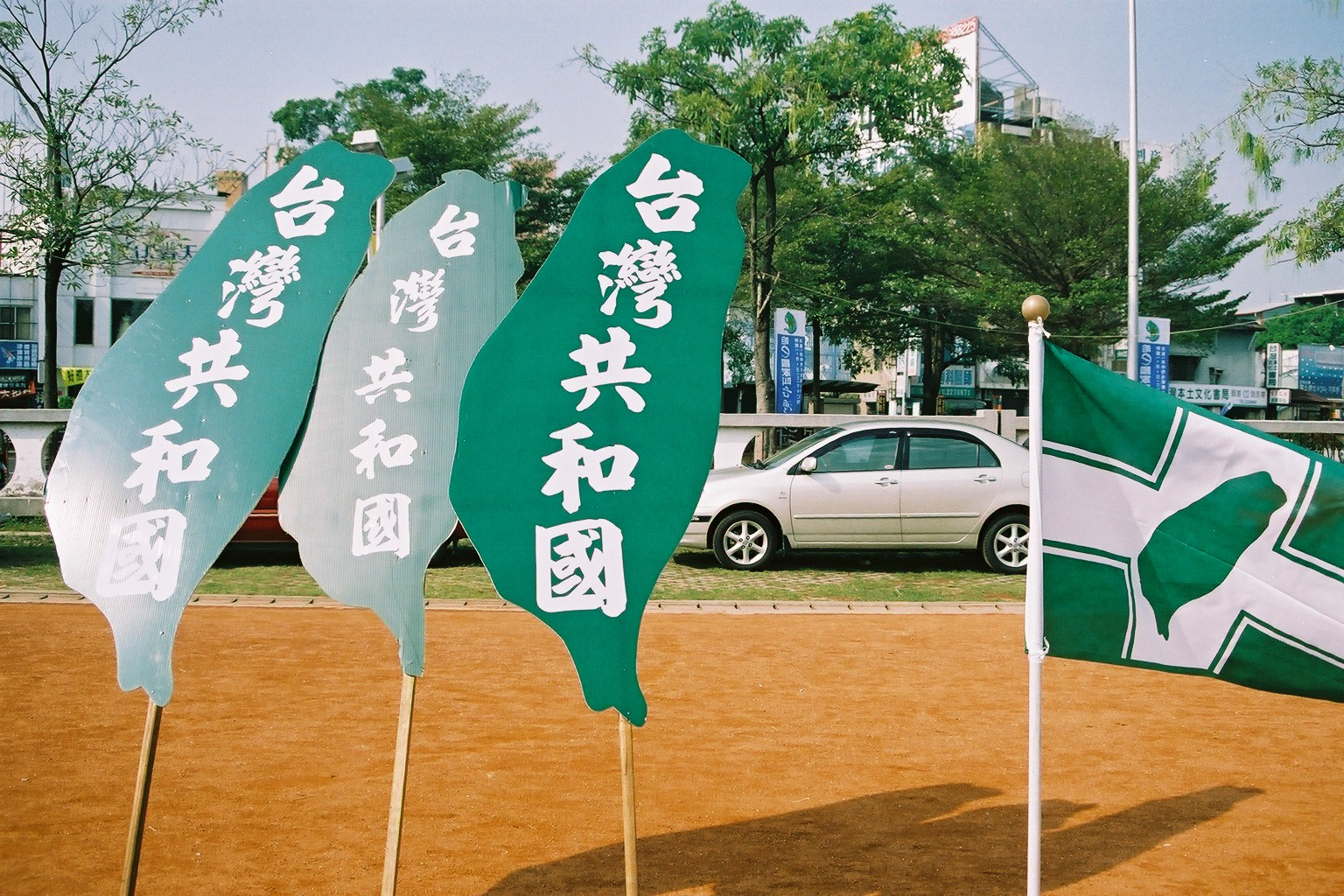
Símbolos del nacionalismo taiwanés.

El nacionalismo taiwanés (en chino tradicional: 臺灣 民族 主義, en chino simplificado: 台湾 民族 主义, en pinyin: Táiwān Minzú Zhǔyì) es un movimiento político taiwanés que sostiene que los habitantes de Formosa son una nación. Los nacionalistas taiwaneses se oponen a la reunificación de Taiwán con la República Popular China y al comunismo. Algunos de ellos están a favor de la independencia de Taiwán. El movimiento independentista taiwanés pretende establecer un estado soberano e independiente y obtener el reconocimiento internacional de Taiwán en la organización de las Naciones Unidas, mientras que el movimiento nacionalista taiwanés solamente busca reforzar la identidad taiwanesa frente al Partido Comunista de China.